# Taddea Visconti
Taddea Visconti (ur. w 1351 w Mediolanie, zm. 28 września 1381 w Monachium) – szlachcianka włoska, córka współrządcy Mediolanu Bernabò Viscontiego i Beatrice della Scala, żona księcia Stefana III bawarskiego.

Herb rodziny Viscontich

Była najstarszym dzieckiem Bernabò i Beatrice. 12 sierpnia 1367 poślubiła Stefana III, księcia Bawarii-Ingolstadt. Miała z nim dwoje dzieci:
- Ludwika VII Brodatego (1368–1447), który przejął władzę w Ingolstadt po ojcu;
- Izabelę Bawarską (1371–1435), która poślubiła Karola VI, króla Francji.

Przymierze między Viscontimi a Wittelsbachami zostało przypieczętowane nie tylko przez małżeństwo między Taddeą a Stefanem, ale również między jej bratem Marco a Izabelą (albo Elżbietą) Bawarską, kuzynką Stefana.